# Sibet Attena

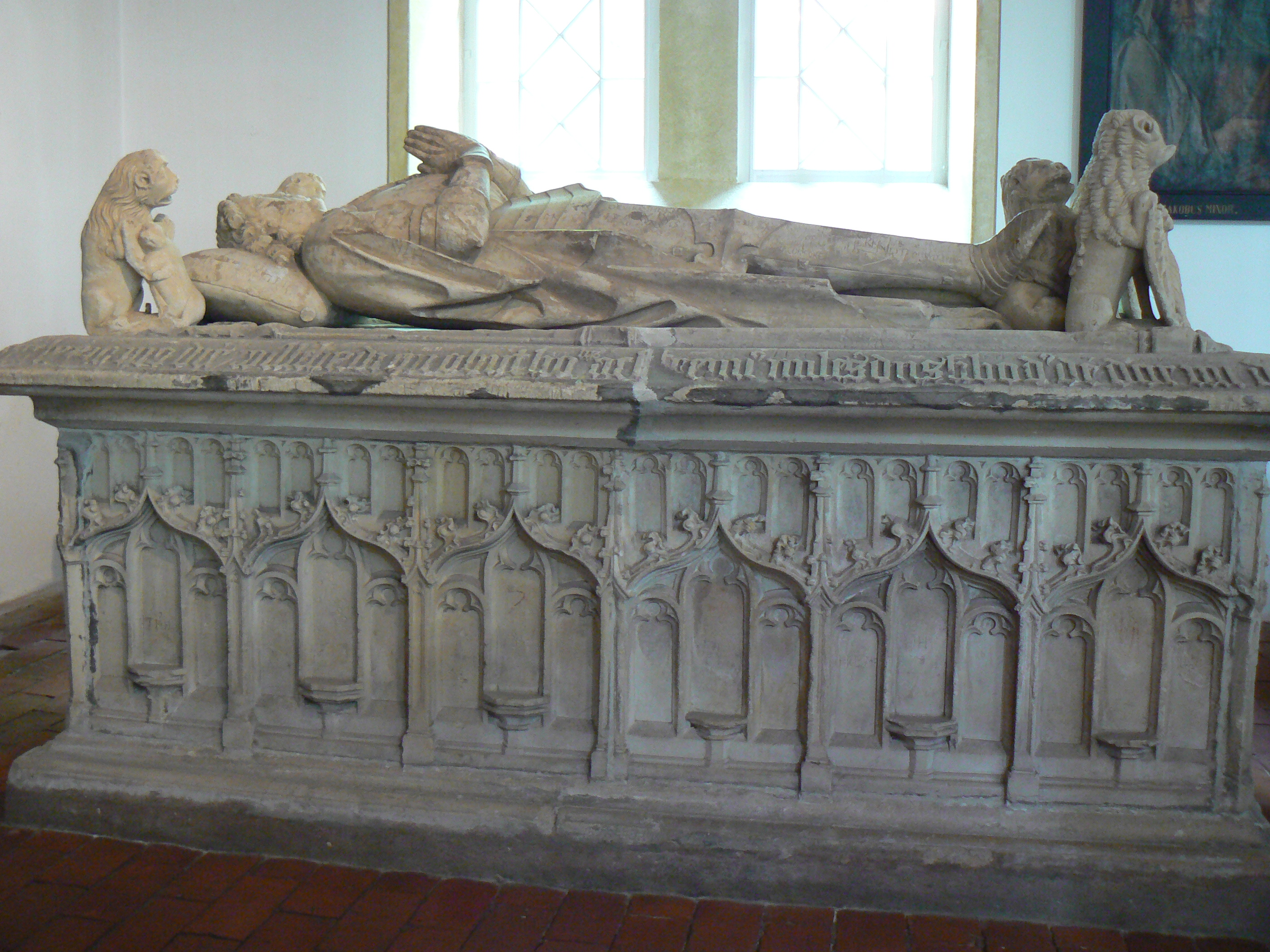
Sarkophag von Sibet Attena in der St.-Magnus-Kirche in Esens

Sibet Attena, lat. auch: Sibo, (* um 1425; † 8. November 1473) war ein ostfriesischer Häuptling. Er war ein Sohn von Sibet von Dornum (olde Sibet) († 1433) und Frouwa von Manslagt, einer Tochter von Enno Cirksena.
Von seinem Vater erbte er die Osterburg in Dornum. Über seine erste Gattin, Onna von Stedesdorf, Tochter des Hero Omken d. Ä., erbte er zudem 1447 Stedesdorf und bekam 1454 als Neffe und treuer Gefolgsmann von Ulrich Cirksena die Rechte in Esens. Auf sein mütterliches Erbe in Manslagt verzichtete er dagegen. Ebenfalls im Jahr 1454 unterstützte er Ulrich Cirksena gegen Tanne Kankena in Wittmund, besetzte dessen dortige Burg und vertrieb ihn. Sieben Jahre später fand er ihn mit seinen Rechten in Dornum ab. Sibet Attena nannte sich bereits seit 1455 Häuptling zu Esens, Stedesdorf und Wittmund. Damit konkretisierte sich das Harlingerland als Herrschaftsterritorium.
Nachdem Onna von Stedesdorf 1464 verstorben war, heiratete er in zweiter Ehe Margarethe von Westerwolde.
Sibet war 1464 bei der feierlichen Verleihung der Reichsgrafschaft an Ulrich Cirksena in der Gasthauskirche zu Emden zugegen und wurde bei dieser Gelegenheit zum Ritter geschlagen.
Nach seinem Tod errichtete man ihm 1473 in der Kirche von Esens, der heutigen St. Magnus-Kirche, einen prachtvollen Sandsteinsarkophag.
Kinder aus erster Ehe:
- Wibet, * …, verheiratet mit Tyader von Jever (ohne Abkömmlinge),
- Hero von Dornum = Hero Omken, verheiratet mit Armgard, Gräfin von Oldenburg,
- Frouwa, verheiratet mit Edo Wiemken dem Jüngeren, Häuptling von Jever († 1497 zusammen mit den drei Töchtern aus dieser Ehe an der Pest)

Kinder aus zweiter Ehe:
- Ulrich von Dornum
- Sibo (ohne Abkömmlinge)